# 三学院

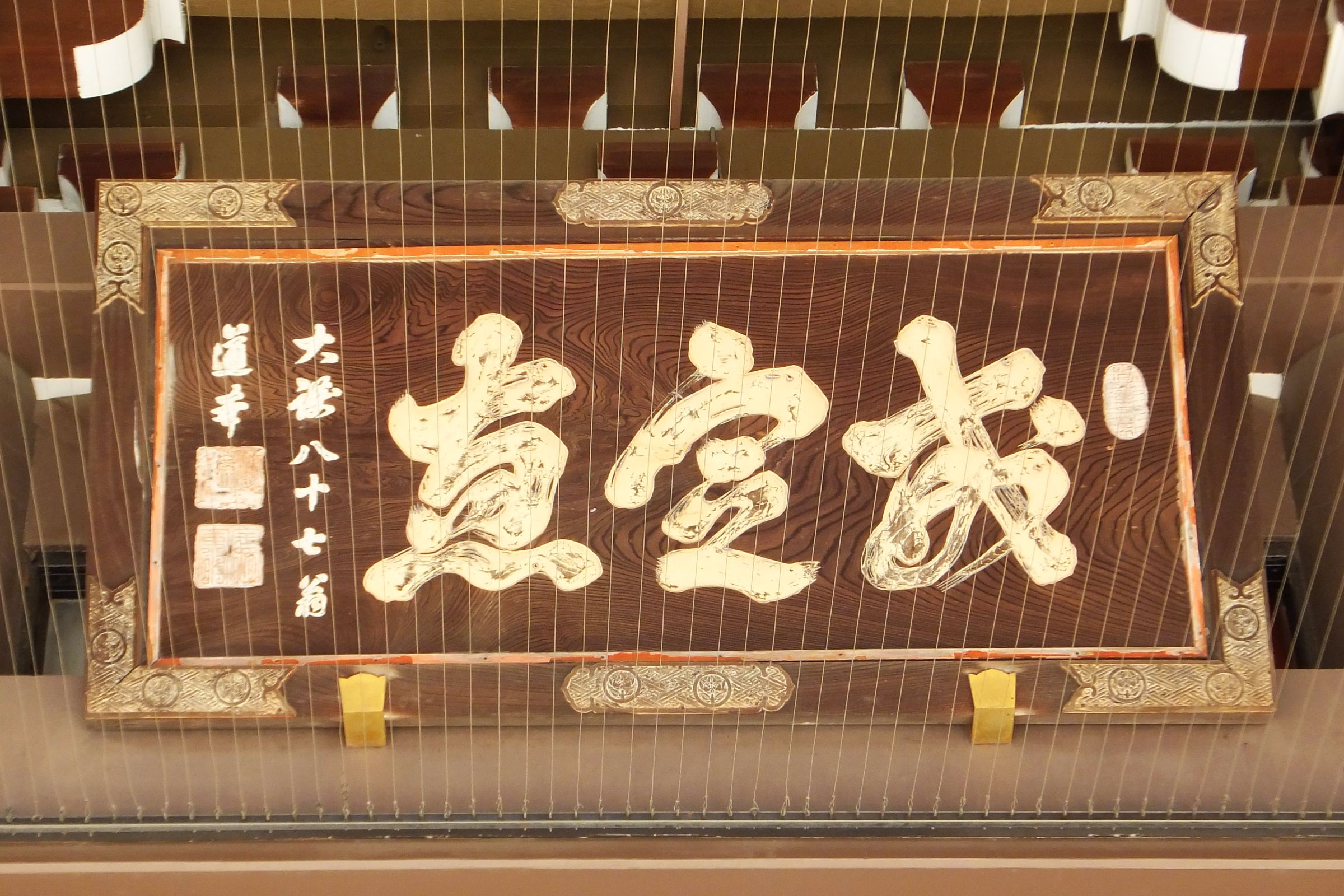
本堂の扁額 「戒 定 慧」（三学）

三学院（さんがくいん、旧字体：三學院）は、埼玉県蕨市にある真言宗智山派の寺院。

## 歴史
三学院は金亀山極楽寺(こんきさんごくらくじ)を号する。
創建年代は不明である。後の火災で記録を失ってしまったためである。ただ本尊の十一面観音像が平安時代後期のものであることから、その頃には既に存在していたものと推測される。
また、寺伝によれば三学院は、平安時代の中期に当たる長徳4年（998年）に開山したとも言われている。
そして、鎌倉時代から戦国時代にかけては、三学坊と称する修験の寺であったとの説もある。
その後、寺は名を広め、江戸時代を通して、関東七箇寺に列せられ、多くの学僧が集まり、優れた僧侶を世に送り出している。
また、三学院には「三教指帰」が残されており、江戸時代に三学院が学問寺として活動していた一端を示している。
本尊は高さ176センチメートルの木造十一面観音菩薩立像であり、一木造りの金箔塗りで平安時代後期造立の慈寛大師の作と伝承されている。
その他、三学院には、子育地蔵、目疾地蔵、六地蔵、阿弥陀一尊画像板碑、地獄曼荼羅図などが保管されている。
天正19年（1591年）、関東地方の新領主となった徳川家康により朱印状が発給され寺領20石が与えられた。現在、三学院には、家康から第十四代の家茂に至るまで歴代の将軍から出された朱印状が十二通所蔵されている。江戸時代は「関東十一談林」の一つになっている
。
また当寺には、旧日本軍によって発掘された玄奘の遺骨の一部が納められている。

## 文化財
- 木造十一面観音菩薩立像（蕨市指定文化財）[2]
- 徳川将軍家朱印状（蕨市指定文化財）[2]
- 子育地蔵（蕨市指定文化財）[2]
- 地蔵石仏〈目疾地蔵〉（蕨市指定文化財）[2]
- 六地蔵石仏（蕨市指定文化財）[2]
- 梵字馬頭観音塔（蕨市指定文化財）[2]
- 宝篋印塔〈宝永2年銘〉（蕨市指定文化財）[2]
- 宝篋印塔〈寛政9年銘〉（蕨市指定文化財）[2]
- 阿弥陀一尊画像板碑（蕨市指定文化財）[2]
- 木食観正塔（蕨市指定文化財）[2]
- 三学院の藤（蕨市指定文化財）[2]
- 木造阿弥陀如来坐像（蕨市指定文化財）[2]
- 石川直中墓碑及び墓碑建設寄附連名碑 中山保治頌徳碑（蕨市指定文化財）[2]

三学院 施設の紹介

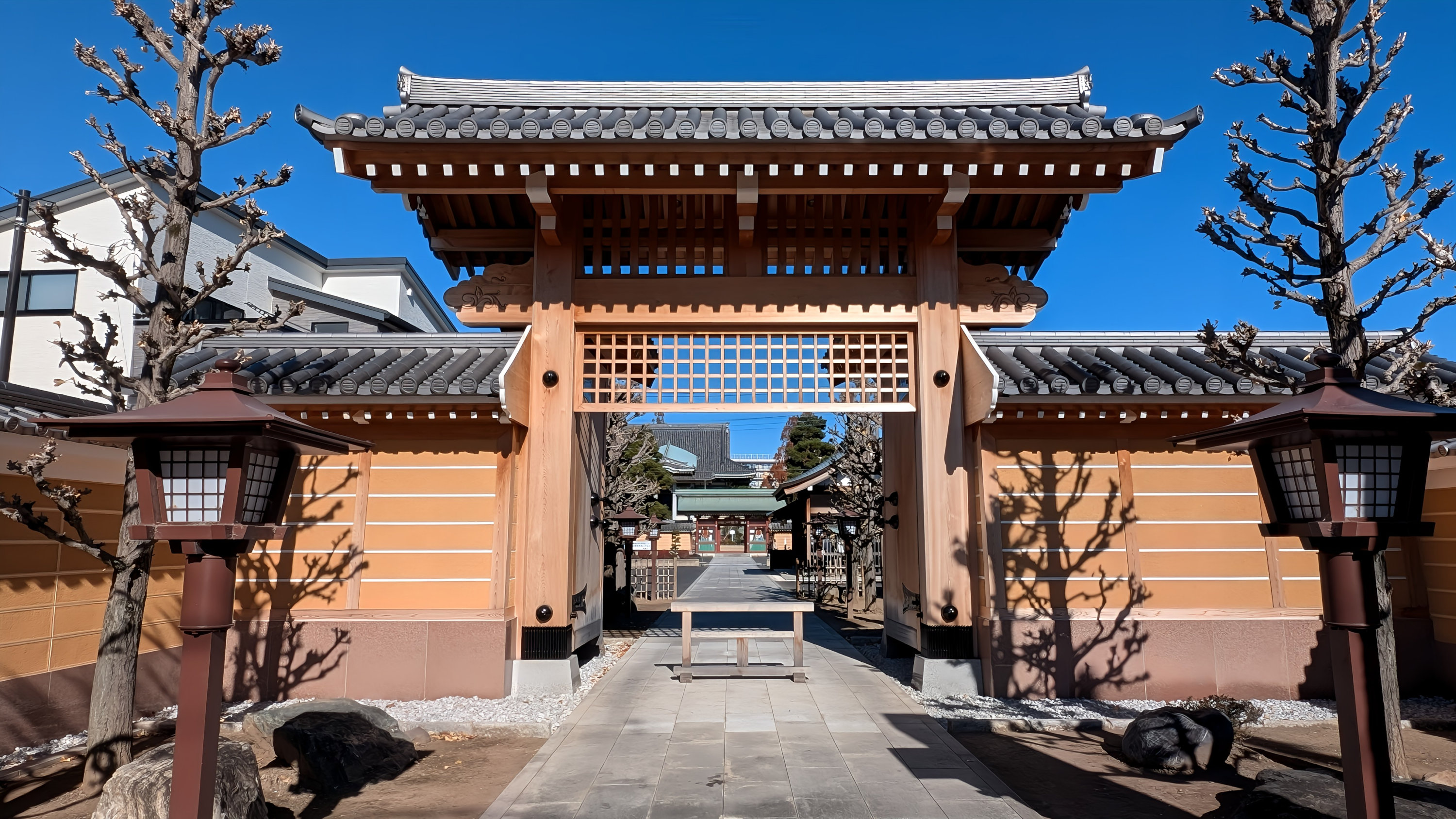
山門・山道
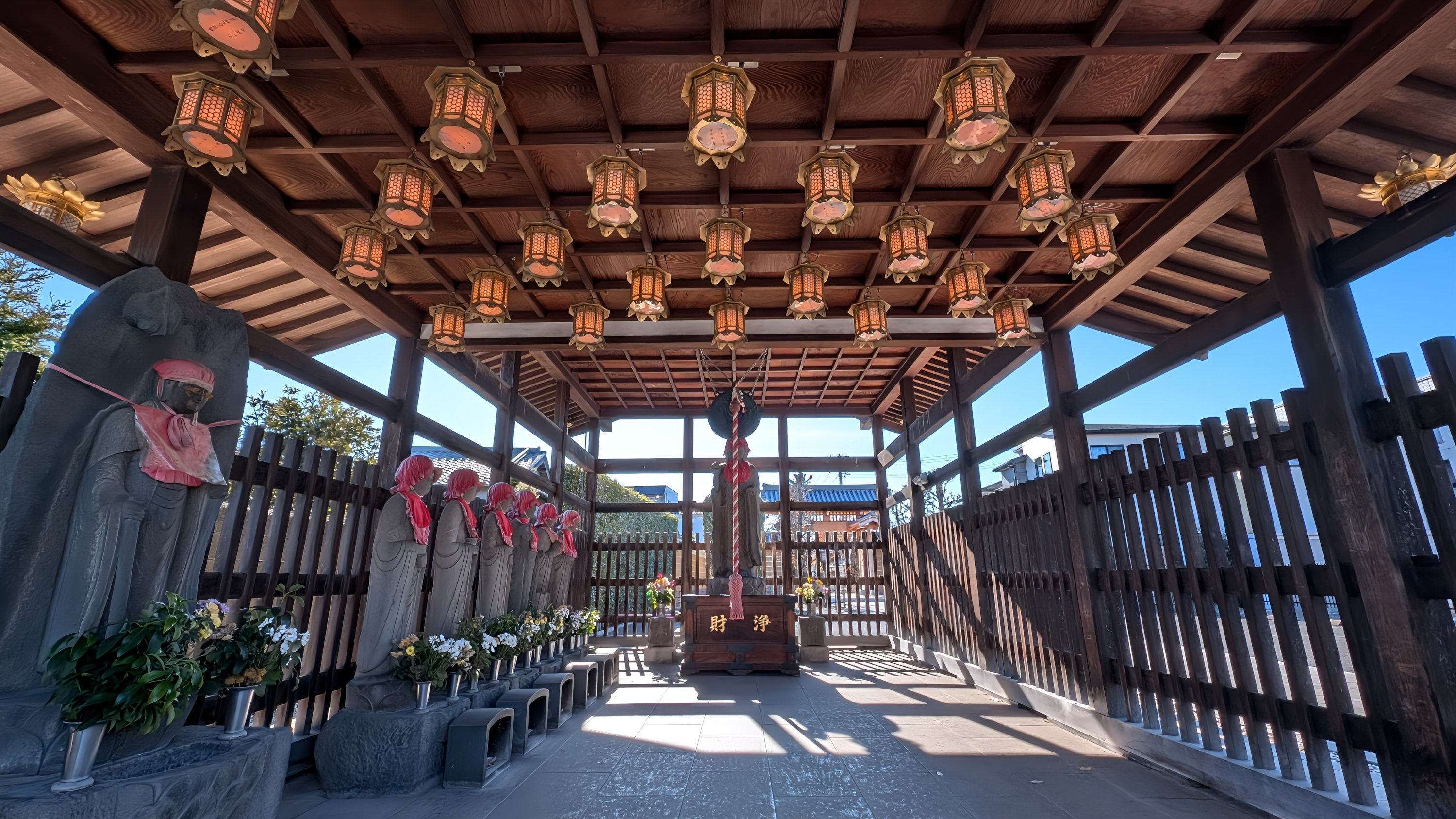
六地蔵石仏
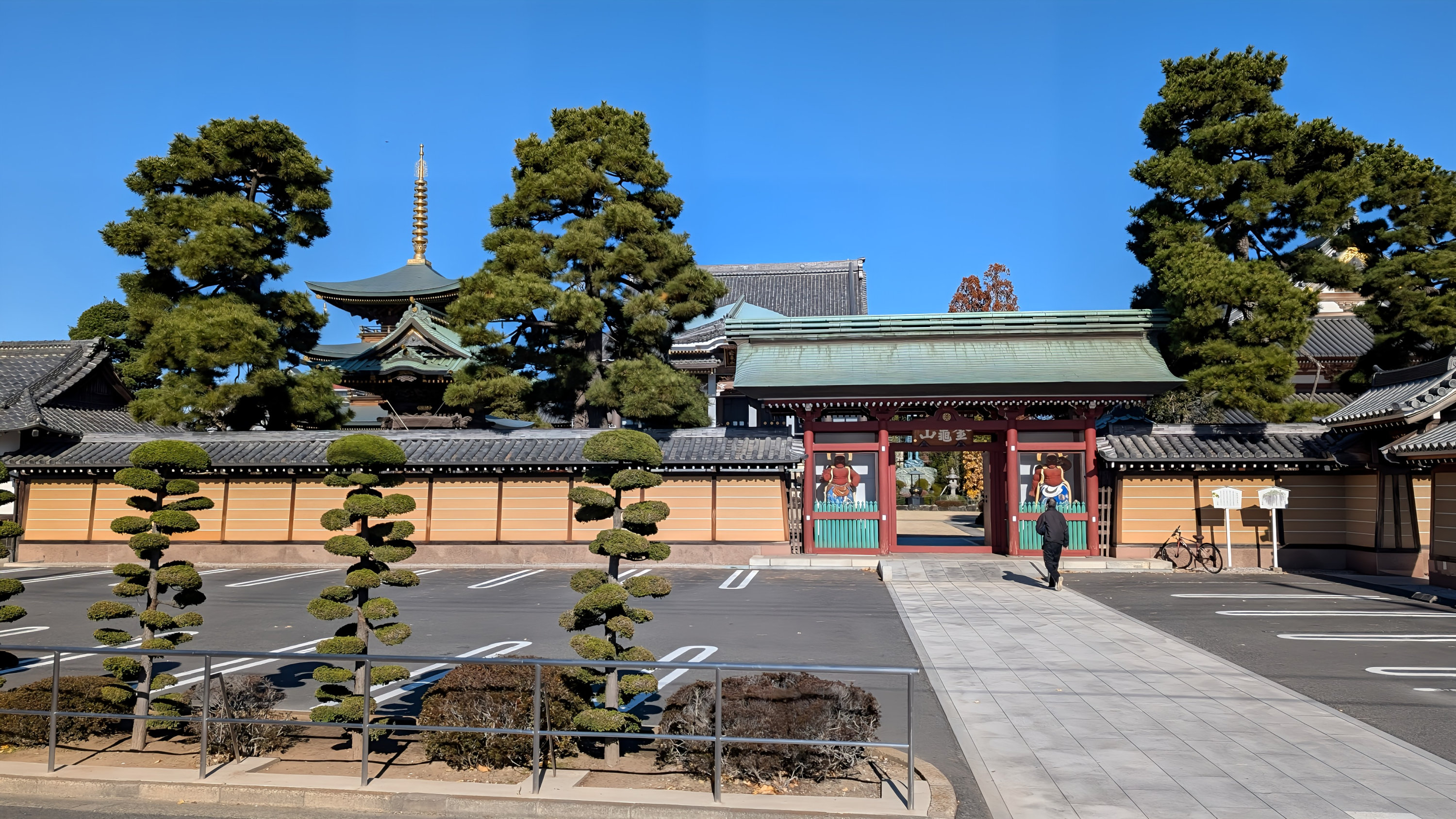
境内への入り口・仁王門
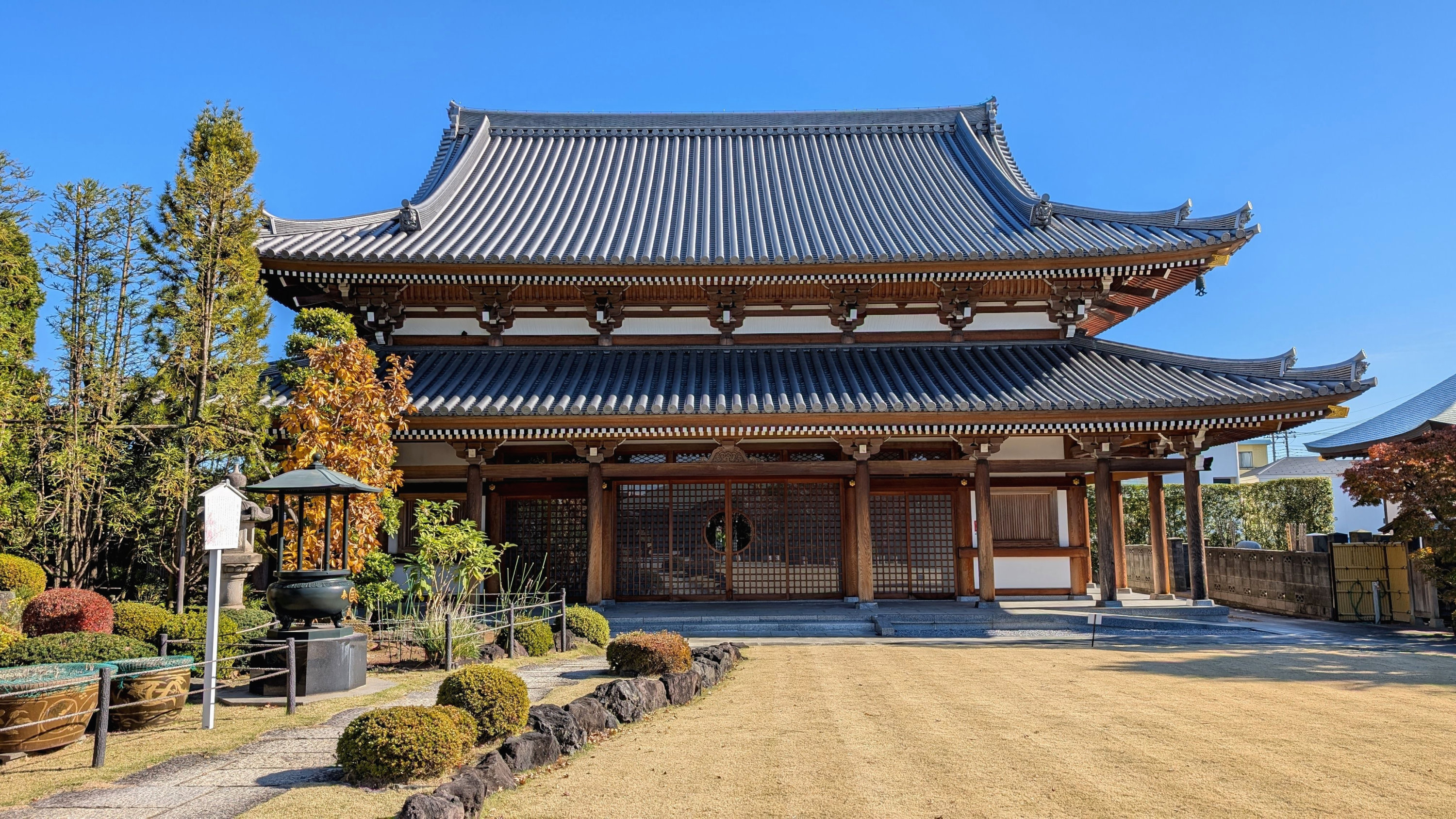
阿弥陀堂(阿弥陀像は非公開)
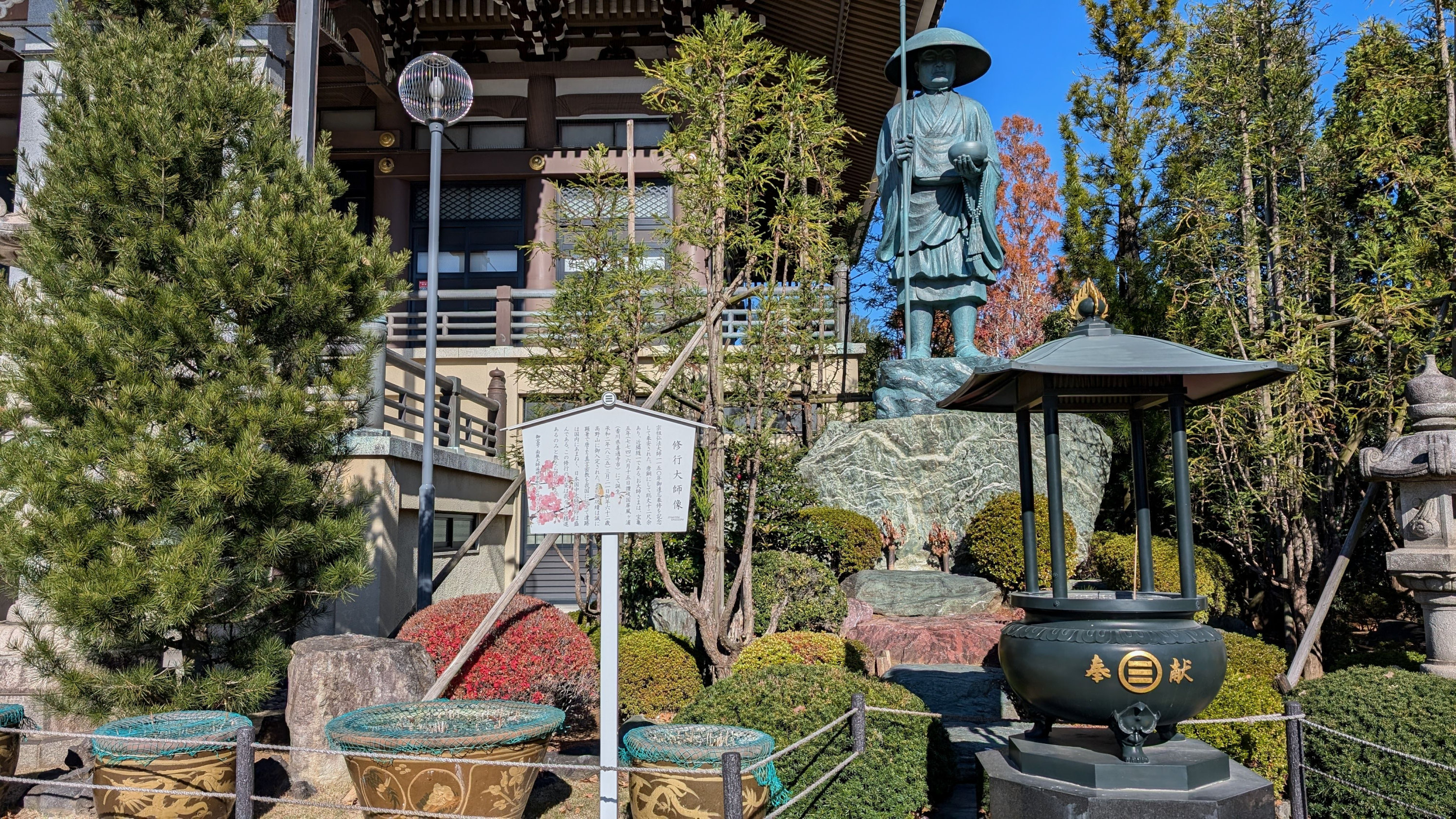
弘法大師の像
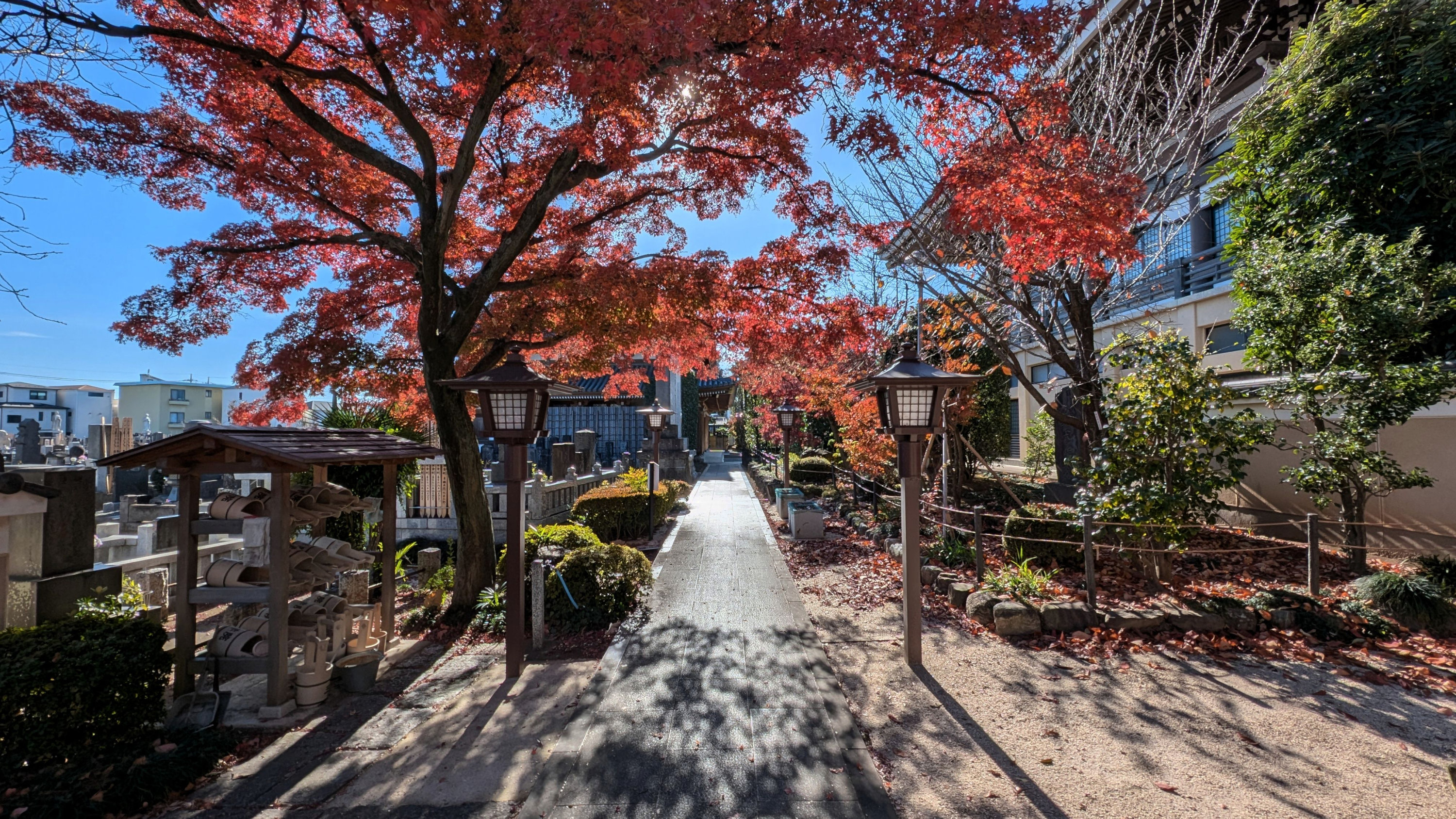
本堂脇の紅葉
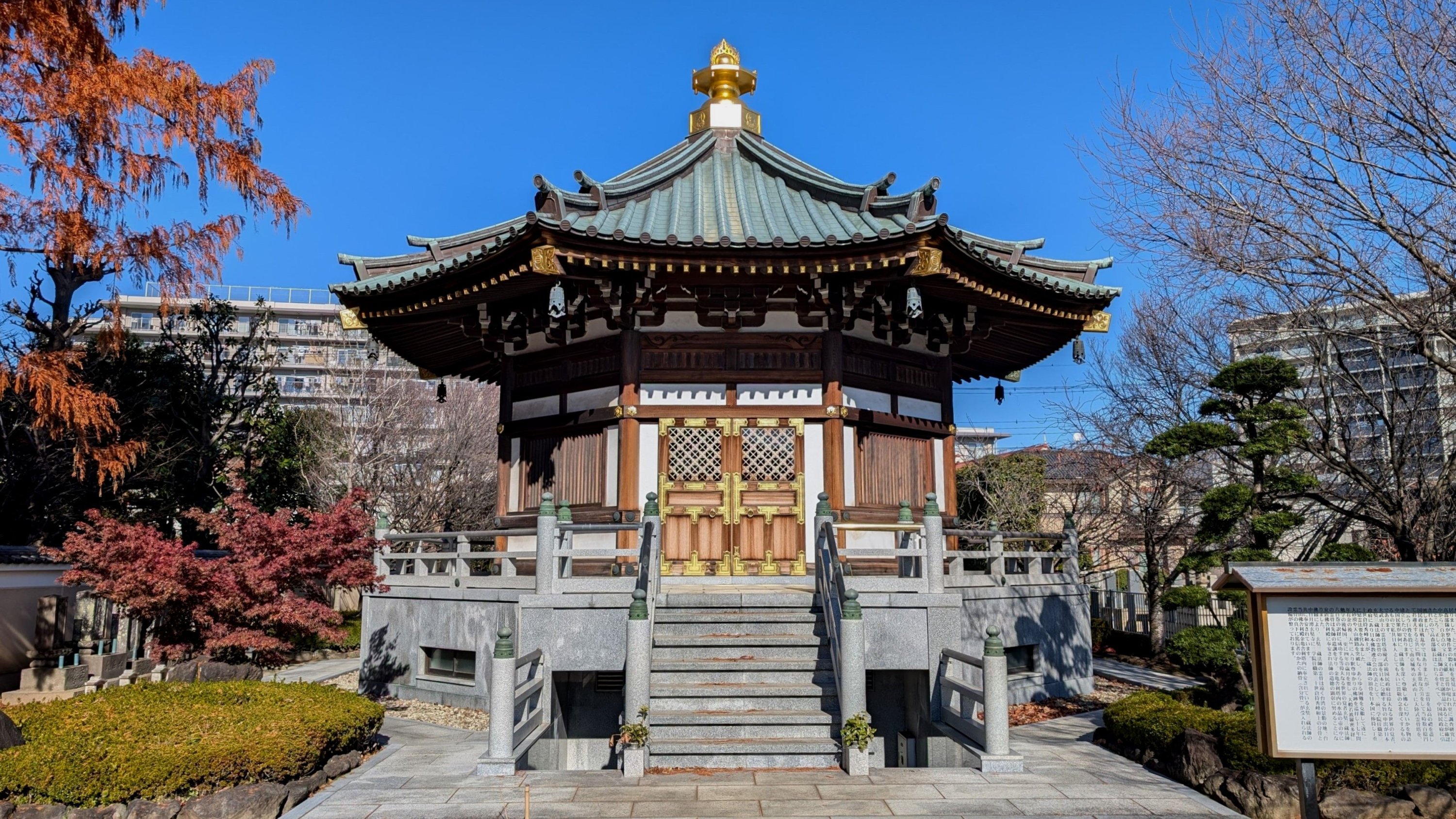
仏舎利殿金亀舎利塔(玄奘の遺骨の一部を納骨)
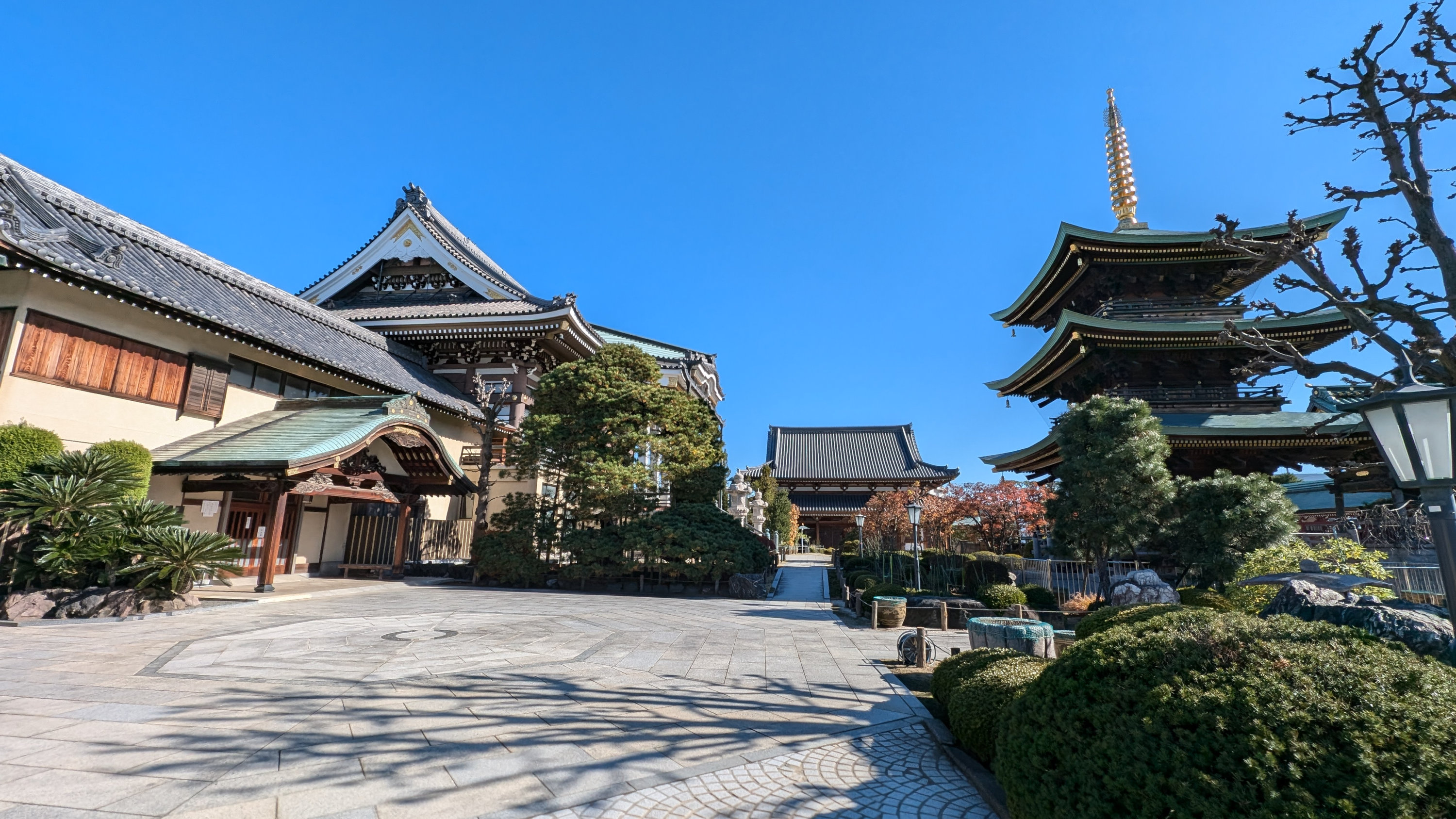
三重塔、本堂など

## 交通アクセス
- 蕨駅より徒歩16分
- 蕨駅よりぷらっとわらび（西ルート）にて「三学院」下車